# Корпус морской пехоты Конфедеративных Штатов Америки
Корпус морской пехоты Конфедеративных Штатов Америки (англ. The Confederate States Marine Corps) или сокращённо CSMC, составная часть Военно-морских сил Конфедеративных Штатов Америки, корпус учреждён согласно Закону Конгресса Конфедеративных Штатов Америки от 16 марта 1861 года. Корпус состоял из 45 офицеров и 944 сержантов и рядовых, а 24 сентября 1861 года число рядового и сержантского состава было расширено до 1026 человек.
Формирование корпуса началось в Монтгомери, штат Алабама и завершено в Ричмонде, штат Вирджиния, когда в этот город была переведена столица нового государства. Штаб корпуса и основные подразделения по подготовке морских пехотинцев находились в Ричмонде на протяжении всей войны и размещались в лагере Кэмп Билл (Camp Beall) у Друрис Блафф (Drewry’s Bluff) на северо-западе штата и на территории верфи «Госпорт» (Gosport Shipyard) в Норфолке, штат Вирджиния.

## Организация

### Личный состав

Знаки различия капитана Корпуса моской пехоты на воротнике и рукаве

Комендант Корпуса морской пехоты, полковник-комендант Ллойд Билл сказал: «Корпус морской пехоты состоял из морпехов, большинство из которых были старыми солдатами и кадровыми офицерами, некоторые из них служили до войны в Корпусе морской пехоты США и других подразделениях». Ниже приведен список офицеров Корпуса морской пехоты США, которые подали в отставку и перешли на службу к Правительству Конфедеративных штатов:
| Персона                                                  | Штат           |
| -------------------------------------------------------- | -------------- |
| майор Генри Тайлер (адъютант Корпуса морской пехоты США) | Виргиния       |
| бривет-майор Джордж Террет                               | Виргиния       |
| капитан Роберт Тансилл                                   | Виргиния       |
| капитан Элджернон Тейлор                                 | Виргиния       |
| капитан Джон Симмс                                       | Виргиния       |
| первый лейтенант Израэль Грин                            | Виргиния       |
| первый лейтенант Джон Таттнал                            | Джорджия       |
| первый лейтенант Юлиус Мэйри                             | Мериленд       |
| первый лейтенант Джордж Тернер                           | Виргиния       |
| первый лейтенант Томас Уилсон                            | Миссури        |
| первый лейтенант Эндрю Хэйс                              | Алабама        |
| первый лейтенант Адам Бейкер                             | Пенсилвания    |
| второй лейтенант Джордж Холмс                            | Флорила        |
| второй лейтенант Калвин Сэйр                             | Алабама        |
| второй лейтенант Генри Инграам                           | Южная Каролина |
| второй лейтенант Бейкер Хоуэлл                           | Миссисипи      |

### Штатное расписание

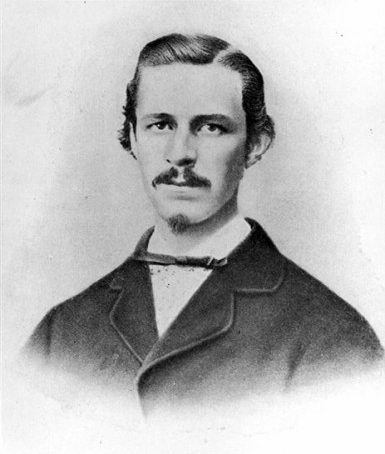
Второй лейтенант Бейкер К. Хоуэлл

## Знаки различия
| Знаки различия офицеров Корпуса морской пехоты Конфедеративных штатов Америки на воротнике                      | Знаки различия офицеров Корпуса морской пехоты Конфедеративных штатов Америки на воротнике                      | Знаки различия офицеров Корпуса морской пехоты Конфедеративных штатов Америки на воротнике                      | Знаки различия офицеров Корпуса морской пехоты Конфедеративных штатов Америки на воротнике                      | Знаки различия офицеров Корпуса морской пехоты Конфедеративных штатов Америки на воротнике                      | Знаки различия офицеров Корпуса морской пехоты Конфедеративных штатов Америки на воротнике                      | Знаки различия офицеров Корпуса морской пехоты Конфедеративных штатов Америки на воротнике                      | Знаки различия офицеров Корпуса морской пехоты Конфедеративных штатов Америки на воротнике                      | Знаки различия офицеров Корпуса морской пехоты Конфедеративных штатов Америки на воротнике                      | Знаки различия офицеров Корпуса морской пехоты Конфедеративных штатов Америки на воротнике                      | Знаки различия офицеров Корпуса морской пехоты Конфедеративных штатов Америки на воротнике                      |
| Полковник | Подполковник | Майор | Капитан | Первый лейтенант                                                                                                | Второй лейтенант                                                                                                | | | | | |
| Нарукавные знаки различия рядового и сержантского состава Корпуса морской пехоты Конфедеративных штатов Америки | Нарукавные знаки различия рядового и сержантского состава Корпуса морской пехоты Конфедеративных штатов Америки | Нарукавные знаки различия рядового и сержантского состава Корпуса морской пехоты Конфедеративных штатов Америки | Нарукавные знаки различия рядового и сержантского состава Корпуса морской пехоты Конфедеративных штатов Америки | Нарукавные знаки различия рядового и сержантского состава Корпуса морской пехоты Конфедеративных штатов Америки | Нарукавные знаки различия рядового и сержантского состава Корпуса морской пехоты Конфедеративных штатов Америки | Нарукавные знаки различия рядового и сержантского состава Корпуса морской пехоты Конфедеративных штатов Америки | Нарукавные знаки различия рядового и сержантского состава Корпуса морской пехоты Конфедеративных штатов Америки | Нарукавные знаки различия рядового и сержантского состава Корпуса морской пехоты Конфедеративных штатов Америки | Нарукавные знаки различия рядового и сержантского состава Корпуса морской пехоты Конфедеративных штатов Америки | Нарукавные знаки различия рядового и сержантского состава Корпуса морской пехоты Конфедеративных штатов Америки |
| Сержант-майор                                                                                                   | Сержант-квартирмейстер                                                                                          | Сержант вооружений                                                                                              | Первый сержант                                                                                                  | Сержант | Капрал | | | | | |
| --- | --- | --- | --- | --- | --- | --- | --- | --- | --- | --- |